# André Schimmerling
André Schimmerling, né le 31 janvier 1912 à Temeshvar en Hongrie et mort le 9 novembre 2009 à Nanterre, est un architecte français.

## Biographie
André Schimmerling naît dans une famille bourgeoise juive de Hongrie. Fils de Piroska et Armin Schimmerling (avocat), il a une sœur (Gertrude).
Il passe son baccalauréat en 1929 à Timișoara, puis vient vivre en France pour y étudier le droit.
Entre 1931 et 1935, il suit des études à la Faculté de Droit de Grenoble (1931-1932) puis à celle de Montpellier (1933-1935 diplôme) – où, en parallèle, il travaille comme traducteur (et interprète) au Collège des Écossais fondé par Patrick Geddes et se charge aussi de l’organisation de rencontres internationales.
En 1936, il retourne vivre en chez ses parents, à Temesvar (Roumanie). Mais il revient en France en 1937, cette fois à Paris, où il s'inscrit à l'École spéciale d'architecture. En 1940, la Seconde Guerre mondiale le force à interrompre ses études et il s'engage dans la Résistance (d'abord dans l'Isère puis volontaire au sein du « régiment étranger »).

Après la guerre, il termine ses études d'architecture (diplômé en 1950) et prend la nationalité française (1948, naturalisé comme beaucoup de résistants étrangers).
Entre 1946 et 1948, il collabore avec la revueL'Architecture d'aujourd'hui.
En 1951, la famille Schimmerling (que la guerre a épargnée à Temesvar) émigre en Israël ; André les rejoint à Tel Aviv : il y rencontre Artur Gilkson, avec qui il travaille deux ans (1951-1953)
En 1954, il rentre à Paris et rencontre la poétesse finlandaise Tyyne Saastomoinen, qu'il épouse. Le couple s'installe à Helsinki où naitra un fils (Paul, en 1955). André travaille alors avec l'architecte Aulis Blomstedt. Par son intermédiaire, il fréquente Alvar Aalto et rejoint le groupe CIAM-Finlande.
En 1957, il participe à la création de la revue internationale d'architecture Le Carré Bleu, feuille internationale d’architecture (parution du premier numéro à l’automne 1958). Elle est fondée par les membres actifs du groupe C.I.A.M. finlandais (1953) — les architectes Aulis Blomstedt, Eero Eerikäinen, Keijo Petäjä, Reima Pietilä et André Schimmerling, parrainés par Arne Jacobsen, auxquels se joint le philosophe Kyösti Ålander. Ces derniers se réunissent en Cercle de rédaction; ils seront rejoints, entre 1958 et 1961, par Simo Sivenuis et Aarno Ruusuvuori. Le siège de la revue est situé Laajalahdentie 17A18 Helsinki (agence Blomstedt). Le secrétaire de la revue est André Schimmerling (il le restera jusqu'en 2002) ; son épouse, la poétesse Tyyne Saätamoinen, en assure la gérance ; elle est imprimée à Helsinki par Simeliusen Perillisten Kirjapaino. 
En 1959, André Schimmerling participe au 11e CIAM d'Otterlo(Pays-Bas), organisé par les membres du Team X.
En 1962, il est de retour en France avec sa famille, et intègre l'agence de Georges Candilis, Shadrach Woods et Alexis Josic, avec la revue Le Carré bleu, dont il assure toujours la réalisation et la diffusion.
Au sein de l'agence CJW, il collabore à différents projets dont, principalement, la vaste étude pour l’aménagement du littoral du Languedoc-Roussillon – il partira avec sa famille vivre à Montpellier afin de se charger de cette étude (de 1963 à 1969).
En 1969, il participe à la création de l’École nationale supérieure d'architecture de Montpellier, alors dénommée École d’Architecture du Languedoc-Roussillon : il y sera professeur jusqu’à sa retraite (1984).

## Le Carré bleu
La revue internationale d'architecture Le Carré Bleu,  de format carré, avait pour objectif « de considérer l'œuvre architecturale comme une œuvre d'art, d'où la nécessité de la soustraire aux intérêts à court terme, tout en répondant aux exigences essentielles de la vie contemporaine. »
Le cinquantenaire de la revue a été célébré en décembre 2008 par un colloque à la Cité de l'architecture et du patrimoine puis un autre au Centre national d'art et de culture Georges-Pompidou. La revue est encore publiée de nos jours.